# Glicoforina

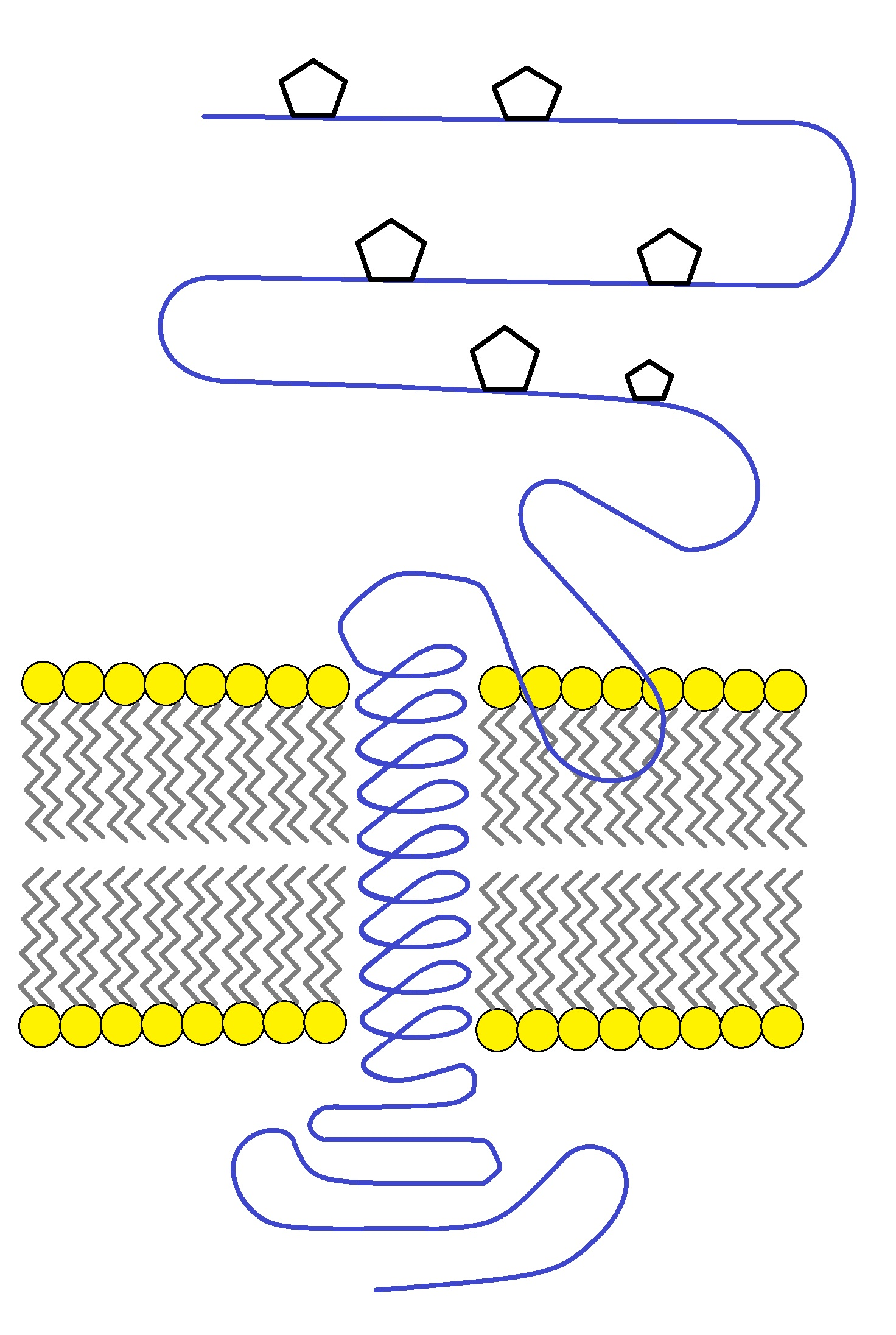
Struttura delle glicoforine.

Le glicoforine sono proteine integrali di membrana presenti sulla membrana plasmatica degli eritrociti. 
La più importante è la Glicoforina A, proteina formata da 131 residui amminoacidici.

## Struttura e funzioni
Sono formate da un singolo filamento proteico che attraversa la membrana con un unico segmento ad α- elica formato quasi esclusivamente da residui aminoacidici apolari; la loro mobilità all'interno della membrana è fortemente limitata in quanto il dominio intracellulare è legato alle proteine fibrose che costituiscono il cortex cellulare dei globuli rossi, in particolare alla spettrina. Presentano residui di acido sialico che conferiscono loro una carica negativa, in modo tale che i globuli rossi si respingono tra di loro. In questo modo i globuli rossi riescono a fluire in spazi stretti senza formare coaguli. 
Il dominio extracellulare presenta molecole zuccherine legate con legami glicosidici a residui di serina e treonina e con legami N-glicosidici con residui di asparagina, l'insieme delle glicoforine di membrana forma un rivestimento zuccherino idrofilo che avvolge l'eritrocita aumentandone la solubilità nel sangue ed impedisce che il globulo rosso interagisca attivamente con altri corpuscoli presenti nel sangue ("isolamento" dell'eritrocita).

## Proprietà antivirali
Il dominio extracellulare delle glicoforine può fungere da "trappola" per determinati microorganismi patogeni presenti nel sangue come virus e batteri.